# Wulfen-Steinkraut
Das Wulfen-Steinkraut (Alyssum wulfenianum) ist Pflanzenart aus der Gattung der Steinkräuter (Alyssum) innerhalb der Familie der Kreuzblütler (Brassicaceae). Dieser Endemit kommt nur im italienisch-kärntnerischen Grenzbereich vor.

## Beschreibung

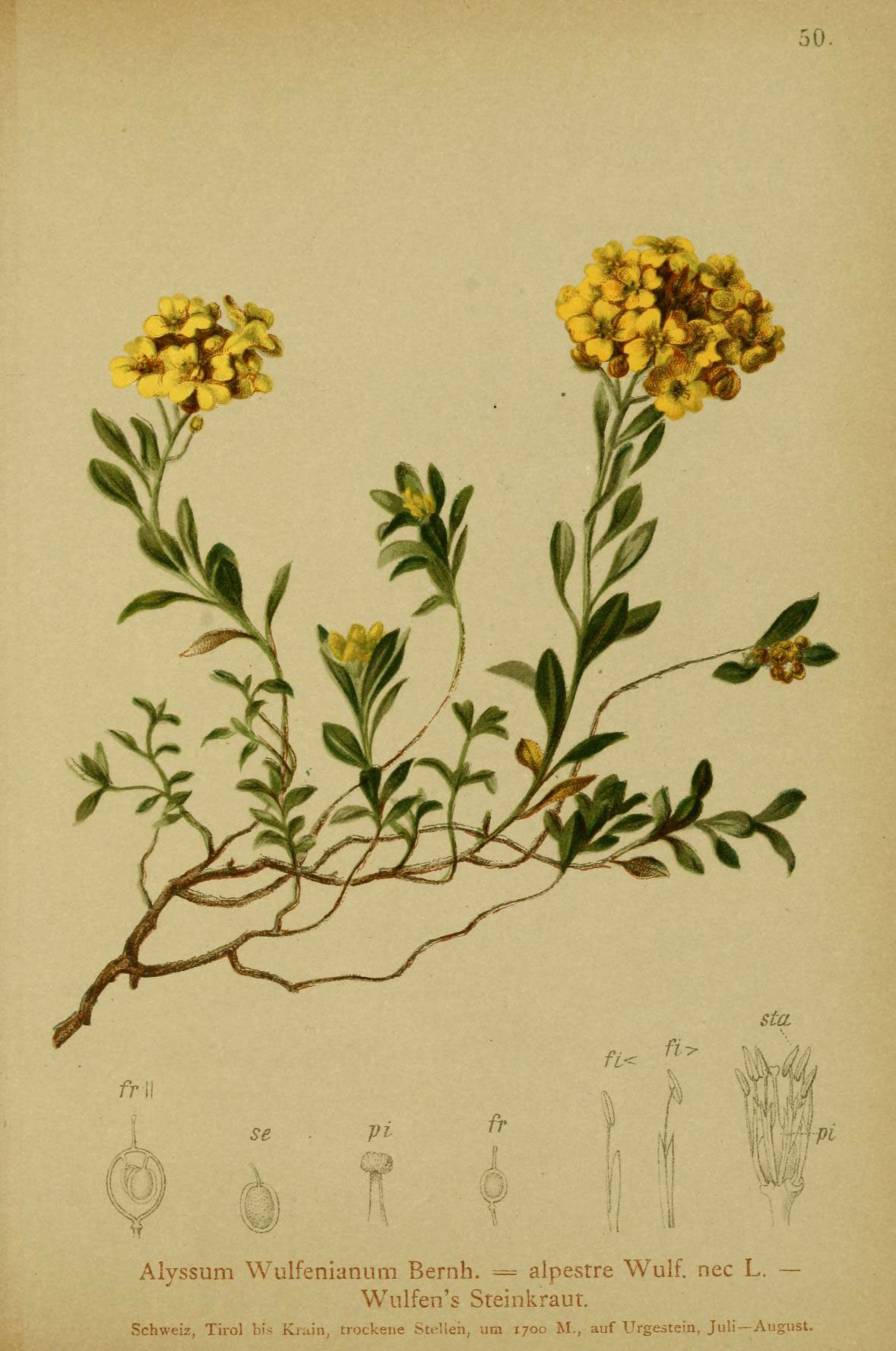
Illustration aus Atlas der Alpenflora

### Vegetative Merkmale
Das Wulfen-Steinkraut ist eine immergrüne, ausdauernde krautige Pflanze, aber relativ kurzlebig. Sie ist eine Pleiokorm-Staude mit Ansätzen zur Polsterbildung. Es erreicht Wuchshöhen von 5 bis 20 Zentimetern. Die Laubblätter sind grün und bis 3 Zentimeter lang. Die unteren Laubblätter sind elliptisch und allmählich in den Blattstiel verschmälert.

### Generative Merkmale
Die Blütezeit reicht von Mai bis Juli. Der anfangs schirmtraubige später traubige Blütenstand enthält viele Blüten.
Die Frucht ist elliptisch und ohne Griffel 6 bis 8 Millimeter lang. Sie ist zerstreut mit Sternhaaren besetzt, später dann kahl. Jedes Fruchtfach beinhaltet zwei Samen, die 2,5 bis 3 Millimeter lang sind.

### Chromosomensatz
Die Chromosomengrundzahl beträgt x = 8; es liegt Diploidie mit einer Chromosomenzahl von 2n = 16 vor.

## Vorkommen
Für die beiden Unterarten des Wulfen-Steinkrauts gibt es Fundortangaben für die Länder Italien, Österreich, Slowenien, Bosnien und Herzegowina sowie Montenegro.
Das Wulfen-Steinkraut (Alysum wulfenianum subsp. wulfenianum) ist ein stenochorer Endemit der südöstlichen Kalkalpen. Das Hauptvorkommen liegt in den Julischen Alpen: Das Areal ist sehr klein, das Hauptvorkommen liegt im westlichen Teil der Julischen Alpen im Gebiet des Raiblpasses (Predilpass) in Friaul. Von hier findet sich diese Art in Kärnten entlang der Gailitz im Schwemmbereich, weiters nach der Gailitzmündung auch im Schwemmbereich der Gail bis südlich von Villach.
Das Wulfen-Steinkraut (Alyssum wulfenianum subsp. wulfenianum) kommt in Höhenlagen von 510 bis 1500 Metern vor. Ihr Hauptvorkommen hat sie auf offenen und wenig bewachsenem Kalkschutt, in Felsspalten und Felsabsätzen der montanen Höhenstufe. Dies entspricht pflanzensoziologisch dem Stipion calamagrostis, den montanen, trocken-warmen Kalkschutthalden. Weiters liegt der Schwerpunkt in Schwemmbereichen und Pionierstandorten entlang der genannten Fließgewässer, dies sind die einzigen Standorte auf österreichischem Gebiet. Nebenvorkommen finden sich in Schwermetallfluren.
Das Wulfen-Steinkraut i. e. S. gilt als eine Charakterart der Pflanzengesellschaft Thlaspietum cepaeifolii, artenarmen, relativ schwermetallreichen Kalkschutthalden über mesozoischen Kalkgesteinen der südöstlichen Kalkalpen.

### Gefährdung und Schutz
Das Wulfen-Steinkraut gilt in den Roten Listen für Österreich und Kärnten als „vom Aussterben bedroht“. In Kärnten ist sie vollkommen geschützt. Die Gefährdung ist besonders durch den Lebensraumverlust bedingt, der auf Gewässerregulierungen und den Bau von Deponien der inzwischen aufgelassenen Blei-Zink-Hütte in Arnoldstein zurückzuführen ist. Inzwischen sind die Populationen sehr klein und von daher gefährdet. Flussverbauung und Wasserkraftnutzung führen zum einen zur Zerstörung von Standorten, zum anderen unterbinden sie den Nachschub von Diasporen aus den italienischen Hauptvorkommen.

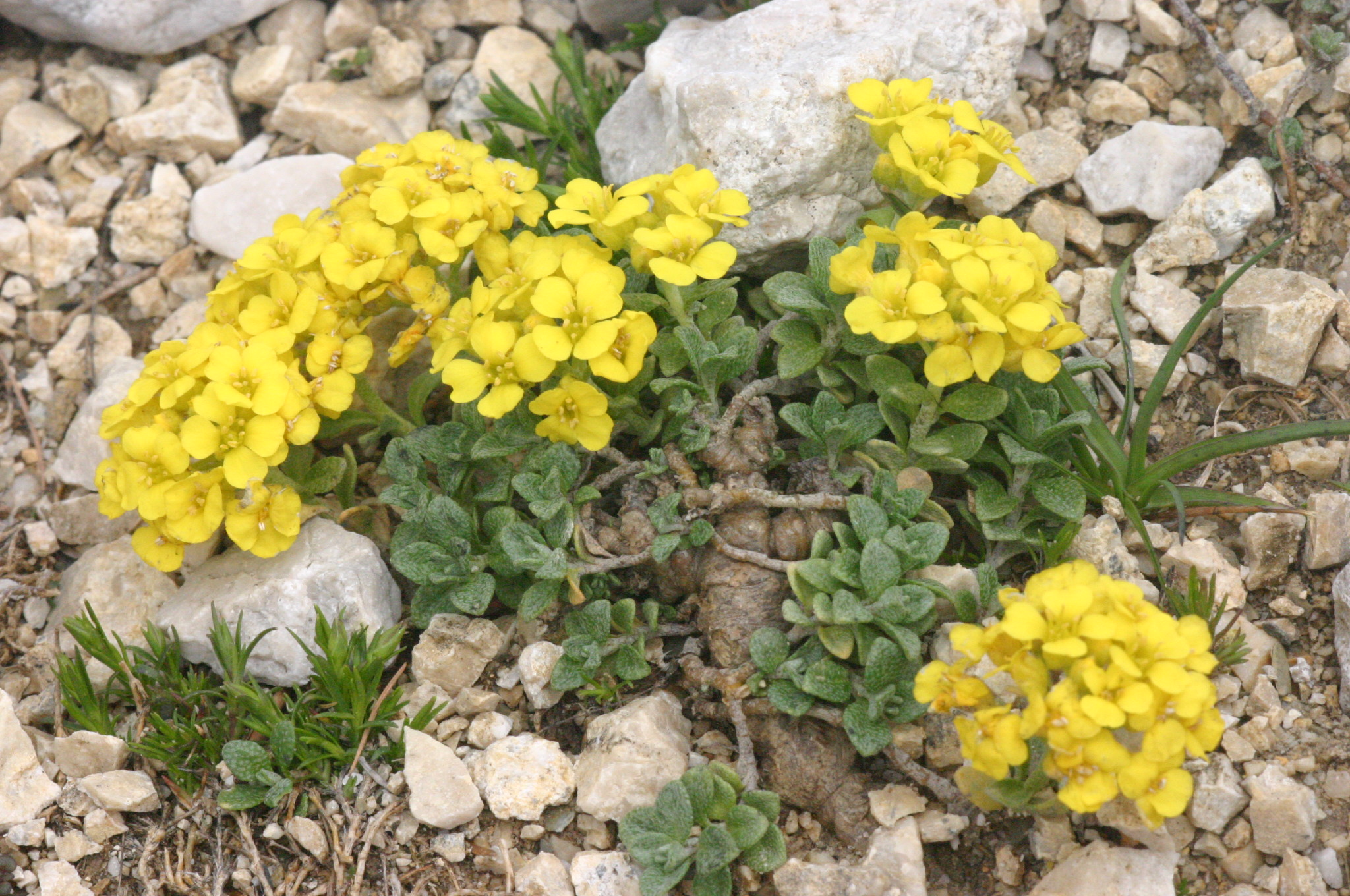
Obir-Steinkraut (Alyssum wulfenianum subsp. ovirense)

## Systematik
Die Erstbeschreibung von Alyssum wulfenianum erfolgte 1815 durch Johann Jakob Bernhardi in Carl Ludwig Willdenow: Enumeratio Plantarum Horti regii berolinensis: continens descriptiones omnium vegetabilium in horto dicto cultorum: Supplementum / Car. Lud. Willdenow, Seite 44. Das Artepitheton wulfenianum ehrt den Kärntner Botaniker Franz Xaver Freiherr von Wulfen.
Je nach Autor gibt es etwa zwei Unterarten:
- Wulfen-Steinkraut i. e. S. (Alyssum wulfenianum Willd. subsp. wulfenianum): Es besitzt zahlreiche Blüten und die Kronblätter sind verkehrt herz-eiförmig.[2] Es kommt nur in Österreich und Italien vor.[1]
- Obir-Steinkraut oder Karawanken-Steinkresse (Alyssum wulfenianum subsp. ovirense (A.Kern.) Magauer, Schönsw. & Frajman, Syn.: Alyssum ovirense A.Kern.): Es besitzt nur wenige Blüten und die Kronblätter sind schmal-keilförmig.[2] Es gibt Fundortangaben für Italien, Österreich, Slowenien, Bosnien und Herzegowina sowie Montenegro vor.[1] Diese Unterart ist eine Charakterart des Thlaspeetum rotundifolii und steigt auch bis in Höhenlagen über 2000 Meter auf.[2]